# Lisson Gallery
Lisson Gallery est une galerie d'art contemporain implantée à Londres et à New York, fondée par Nicholas Logsdail en 1967. La galerie représente plus de 50 artistes tels que Art and Language, Ryan Gander, Carmen Herrera, Richard Long, John Latham, Sol LeWitt, Robert Mangold, Jonathan Monk, Julian Opie, Richard Wentworth, Anish Kapoor, Richard Deacon et Ai Weiwei,,. 

## Histoire
La galerie Lisson est fondée en 1967 par l'ancien artiste Nicholas Logsdail et Fiona Hildyard. L'exposition d'ouverture en avril 1967 est une exposition collective de cinq jeunes artistes, dont Derek Jarman et Keith Milow. Elle est rapidement devenue l'une des rares galeries pionnières au Royaume-Uni, en Europe et aux États-Unis à défendre des artistes associés au minimalisme et à l'art conceptuel. Au cours des cinq premières années de la galerie, elle a montré Carl Andre, Sol LeWitt, Donald Judd, Robert Ryman, Dan Graham, Mira Schendel, Lygia Clark et Yoko Ono. Au début des années 1970, Logsdail a travaillé en étroite collaboration avec Nicholas Serota lorsqu'il était directeur de Modern Art Oxford. 
Dans les années 1980, Logsdail a exposé de nombreux artistes connus sous le nom de New British Sculptors, arrivés à maturité au début des années 1980. Les artistes de Lisson ont été nommés à quatorze reprises au prix Turner entre 1984 et 1999, dont cinq — Richard Deacon, Anish Kapoor, Tony Cragg, Grenville Davey et Douglas Gordon — ont été lauréats. La galerie aurait également « converti » Charles Saatchi à l'art conceptuel.  
La Lisson Gallery à Londres, comportant 1 400 m2 d'espaces, est conçue par Tony Fretton en 1986 et 1992. De 2011 à 2017, la galerie a également exploité une succursale à Milan, en Italie,
La Lisson Gallery ouvre son premier bureau à New York en 2012. Alex Logsdail, le fils du fondateur qui avait rejoint la galerie officiellement en 2009, prend en charge son expansion aux États-Unis en 2016. 
Un emplacement à New York ouvre ses portes en mai 2016. La galerie, conçue par StudioMDA et Studio Christian Wassmann, est un espace de 790 m2 construit à cet effet sous le High Line. Une exposition de Carmen Herrera inaugure l'espace new-yorkais (mai - juin 2016). En 2020, la galerie s'est agrandie dans un espace adjacent à son avant-poste au 504 West 24th Streetles d'une superficie de 460 m2.    
La Lisson Gallery ouvre un cinquième emplacement à Shanghai en 2019. Il est situé sur Huqiu Road, à proximité de certains des principaux musées et institutions de Shanghai tels que la Fondation Fosun, le Rockbund Art Museum et Christie's. 
La galerie organise une retraite d'artistes dans une usine d'huile de palme rénovée sur l'île de Lamu,.

## Artistes
Entre autres, la Lisson Gallery a représenté les artistes vivants suivants : 
- Marina Abramovic[16]
- John Akomfrah[17]
- Allora et Calzadilla[18]
- Adam Broomberg et Oliver Chanarin (depuis 2014)[19]
- Daniel Buren[16]
- Ryan Gander[20]
- Rodney Graham[21]
- Hugh Hayden (depuis 2018)[22]
- Carmen Herrera (depuis 2010)[23]
- Shirazeh Houshiary[16]
- Anish Kapoor[20]
- Laure Prouvost (depuis 2017)[24]
- Pedro Reyes[16]
- Sean Scully (depuis 2019)[25]
- Lawrence Weiner[26]
- Ai Weiwei[20]

En plus des artistes vivants, la Lisson Gallery gère également les successions des personnes suivantes : 
- Roy Colmer[16]
- Susan Hiller[18],[27]
- John Latham[28]
- Hélio Oiticica (depuis 2019)[29]
- Joyce Pensato (depuis 2014)[30]
- Leon Polk Smith (depuis 2017)[31]

Dans le passé, la Lisson Gallery a représenté également : 
- Mat Collishaw (jusqu'en 2000)[32]

## Expositions notables
- Ai Weiwei, vases Han redécorés avec de la peinture industrielle, 2011[33]
- Richard Long, promenade décorative, 2014[34]
- Carmen Herrera, 2016[35]